# Вознесенский проезд
Вознесе́нский прое́зд — небольшая улица в центре Москвы на Пресне между Большой и Малой Никитскими улицами. Проходит вдоль западной стороны храма Вознесения Господня у Никитских ворот.

## Происхождение названия
В XVII—XVIII веках назывался «Царицыной улицей за Никитскими воротами» — по двору царицы Натальи Кирилловны Нарышкиной, находившемся в нынешнем Столовом переулке. В конце XIX века современное название было дано по церкви Вознесения Господня у Никитских ворот (церковь Большое Вознесение известна с 1619 года), знаменитой тем, что 18 февраля 1831 года здесь Александр Сергеевич Пушкин венчался с Натальей Николаевной Гончаровой.

## Описание
Вознесенский проезд соединяет Большую и Малую Никитские улицы, проходя вдоль западной стороны храма Вознесения Господня у Никитских ворот (со стороны колокольни).